# 女羊飼い
『女羊飼い』（おんなひつじかい、蘭:Een herderin, 英:shepherd）は、1630年に画家パウルス・モレールスが制作した油彩画。現在はオランダにあるアムステルダム国立美術館に所蔵されている。『羊飼い』、『美しい女羊飼い』とも呼称される。